# 物語系列 第外季&第怪季
《物語系列 第外季&第怪季》是西尾維新所著輕小說《物語系列》之「第外季」（Off Season）、「第怪季」（Monster Season）改編的動畫，於2024年7月至10月播放。
2024年1月15日，Aniplex宣佈將製作新動畫，並於1月15日、16日先後開放了內容僅有字母「O」及「M」的神祕網站，至1月18日始宣佈新動畫為《物語系列》動畫的新作。
2024年3月24日，正式宣佈將會改篇《愚物語》及《撫物語》；繼後再宣佈將會改篇《業物語》和《忍物語》。本作為系列首度就著登場角色弧線去決定改篇之故事篇章，有別於過往逐本小說改篇的做法；14集內容主要涵蓋千石撫子及忍野忍的角色弧線。
2025年7月，宣布新作製作決定。

## 製作人員
- 原作：西尾維新
- 角色原案：VOFAN
- 總導演：新房昭之
- 導演：吉澤翠
- 系列構成：東富耶子、新房昭之
- 劇本：大嶋實句
- 角色設計：渡邊明夫
- 總作畫監督：杉山延寬、宮井加奈；渡邊明夫（#01—06、#11—14）；山村洋貴（#07—08）
- 美術設定：大原盛仁（#01—06、#09—14）；草森秀一、名倉靖博（#07—08）
- 美術監督：飯島壽治
- 色彩設計：渡邊康子
- CG監督：島久登（#01—06）；渡部曉（#07—08）；江藤慎一郎（#09—14）
- 攝影監督：橋本日和、石川瑞帆
- 編輯：松原理惠
- 音響監督：鶴岡陽太
- 音樂：神前曉（#01—06）；羽岡佳（#07—14）
- 動畫製作：SHAFT[5]

## 主題曲
愚物語片頭曲icecream°
演唱：阿良良木月火（井口裕香）、斧乃木余接（早見沙織），作詞：meg rock，作曲、編曲：mito
撫物語片頭曲caramel ribbon cursetard
主唱：千石撫子（花澤香菜）、斧乃木余接（早見沙織），作詞：meg rock，作曲、編曲：mito
業物語片頭曲Suicidal Tendency
作曲、編曲：mito
忍物語片頭曲（萬死之主題曲）
作曲、編曲：mito
片尾曲UNDEAD
主唱：YOASOBI，作詞、作曲、編曲：Ayase
根據西尾維新的原創小說《撫子·過去》（なでこパスト）、《忍·未來》（しのぶフューチャー）所改編。

## 各話列表
| 話數     | 日文標題 | 中文標題           | 分鏡                     | 演出                       | 作畫監督 | 播放日期      |
| 愚物語   | 愚物語   | 愚物語             | 愚物語                   | 愚物語                     | 愚物語 | 愚物語        |
| -------- | -------- | ------------------ | ------------------------ | -------------------------- | --- | ------------- |
| #01      |          | 月火·復原          | 吉澤翠 安食圭            | 宮本幸裕                   | 杉山延寬、山村洋貴、潮月一也、伊藤良明、高野晃久 宮嶋仁志、淺井昭人、高橋、宮井加奈                          | 2024年 7月6日 |
| 撫物語   |          |                    |                          |                            | |               |
| #02      |          | 撫子·繪畫 其一     | 吉澤翠 松村幸治          | 松村幸治                   | 伊藤良明、高野晃久、淺井昭人、高橋 宮嶋仁志、、當真柚                                                        | 7月13日       |
| #03      |          | 撫子·繪畫 其二     | 吉澤翠 瀨村俊一郎        | 澀田直彰                   | 潮月一也、岩本里奈、高野晃久、、清水勝祐 和田賢人、淺井昭人、菊地、北島勇樹、龍光                            | 7月20日       |
| #04      |          | 撫子·繪畫 其三     | 松村幸治                 | 宮本幸裕                   | 伊藤良明、高野晃久、高橋、淺井昭人 鮫島壽志、、宮嶋仁志、北島勇樹                                            | 7月27日       |
| #05      |          | 撫子·繪畫 其四     | 高橋敦史 吉澤翠          | 竹谷徹平 澀田直彰 宮本幸裕 | 宮嶋仁志、清水勝祐、和田賢人、菊地、增田優紗 北島勇樹、築山翔太、、朱俞瓔珞、龍光、明光                      | 8月3日        |
| #06      |          | 撫子·繪畫 其五     | 野田泰弘 志村亮 吉澤翠   | 松村幸治                   | 菊地、清水勝祐、淺井昭人、高野晃久 、和田賢人、高橋                                                          | 8月10日       |
| 殘酷童話 |          |                    |                          |                            | |               |
| #ex      |          | 國色天香姬         | 不適用                   | 齊藤信隆                   | 不適用 | 8月17日       |
| 業物語   |          |                    |                          |                            | |               |
| #07      |          | 雅賽蘿拉·饗宴 其一 | 東富耶子 青柳隆平        | 志村亮                     | 伊藤良明、高野晃久、許有真、河島久美子 高橋、清水勝祐、淺井昭人、築山翔太                                    | 8月24日       |
| #08      |          | 雅賽蘿拉·饗宴 其二 | 東富耶子 青柳隆平        | 志村亮                     | 伊藤良明、高野晃久、許有真、高橋 宮嶋仁志、清水勝祐、淺井昭人                                                | 8月31日       |
| 忍物語   |          |                    |                          |                            | |               |
| #09      |          | 忍·芥末 其一       | 吉澤翠 青柳隆平          | 澀田直彰                   | 伊藤良明、高野晃久、、宮嶋仁志 高橋、淺井昭人、清水勝祐、和田賢人                                            | 9月14日       |
| #10      |          | 忍·芥末 其二       | 大石美繪                 | 角谷理                     | 伊藤良明、宮嶋仁志、高野晃久、淺井昭人、高橋 清水勝祐、、和田賢人、鮫島壽志                                  | 9月21日       |
| #11      |          | 忍·芥末 其三       | 吉澤翠 大石美繪 野田泰宏 | 宮本幸裕                   | 伊藤良明、宮嶋仁志、高野晃久、清水勝祐、高橋 淺井昭人、宮嶋仁志、二瓶令曉、築山翔太 張林林、余音、蔣航岑、羅展 | 9月28日       |
| #12      |          | 忍·芥末 其四       | 安食圭                   | 松村幸治                   | 伊藤良明、高野晃久、清水勝祐、高橋 淺井昭人、宮嶋仁志、和田賢人                                              | 10月5日       |
| #13      |          | 忍·芥末 其五       | 吉澤翠 青柳隆平          | 吉澤翠 藤田星平 澀田直彰   | 宮嶋仁志、高野晃久、浅井昭人、高橋、清水勝祐 清水麻未、勝治果步、、伊藤良明                                  | 10月12日      |
| #14      |          | 忍·芥末 其六       | 大石美繪                 | 吉澤翠                     | 宮嶋仁志、高橋、清水麻未、淺井昭人、清水勝祐 鮫島壽志、和田賢人、菊地、高野晃久、伊藤良明                    | 10月19日      |

## BD / DVD
| 卷數   | 卷數   | 發售日期       | 收錄話數                | 規格編號       | 規格編號       |
| 卷數   | 卷數   | 發售日期       | 收錄話數                | BD限定版       | DVD限定版      |
| ------ | ------ | -------------- | ----------------------- | -------------- | -------------- |
| 愚物語 | 愚物語 | 2024年12月11日 | 月火·復原               | ANZX-16691/2   | ANZB-16691/2   |
| 撫物語 | 上     | 2025年1月8日   | 撫子·繪畫 其一—其二     | ANZX-16693/4   | ANZB-16693/4   |
| 撫物語 | 下     | 2025年2月5日   | 撫子·繪畫 其三—其五     | ANZX-16695/6   | ANZB-16695/6   |
| 業物語 | 業物語 | 2025年3月5日   | 雅賽蘿拉·饗宴 其一—其二 | ANZX-16697/8   | ANZB-16697/8   |
| 忍物語 | 上     | 2025年4月2日   | 忍·芥末 其一—其二       | ANZX-16699/700 | ANZB-16699/700 |
| 忍物語 | 中     | 2025年5月14日  | 忍·芥末 其三—其四       | ANZX-16701/2   | ANZB-16701/2   |
| 忍物語 | 下     | 2025年6月4日   | 忍·芥末 其五—其六       | ANZX-16703/4   | ANZB-16703/4   |

## 外部連結
- 動畫官方網站（日語）